# Feröeri labdarúgó-bajnokság (harmadosztály)

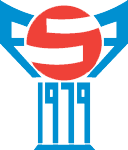
Färöer szigeti labdarúgó szövetség logója

A 2. deild a Feröeri labdarúgó-bajnokság harmadosztálya. Az első és másodosztályhoz hasonlóan 1942-ben alapították. 2005 óta nevezik 2. deildnek, mivel az első osztály azóta a mindenkori főszponzor nevét viseli, így a másodosztály lett az 1. deild és így tovább.
A 2. deildben jelenleg 10 csapat szerepel, melyek közül a szezon végén kettő kiesik a negyedosztályba, kettő pedig feljut a másodikba. A feljutás azonban attól függ, hogy az adott klubnak van-e már csapata a fentebbi osztályban; ha igen, akkor helyette a soron következő csapat jut fel. Amennyiben egy kieső csapat klubjának már szerepel csapata az alsóbb osztályban, azt egy osztállyal lejjebb sorolják.

## Fordítás
- Ez a szócikk részben vagy egészben a Faroe Islands 2. deild című angol Wikipédia-szócikk ezen változatának fordításán alapul.  Az eredeti cikk szerkesztőit annak laptörténete sorolja fel. Ez a jelzés csupán a megfogalmazás eredetét és a szerzői jogokat jelzi, nem szolgál a cikkben szereplő információk forrásmegjelöléseként.

## Külső hivatkozások
- Feröeri Labdarúgó-szövetség (feröeri, angol)